# Saadia Gaon

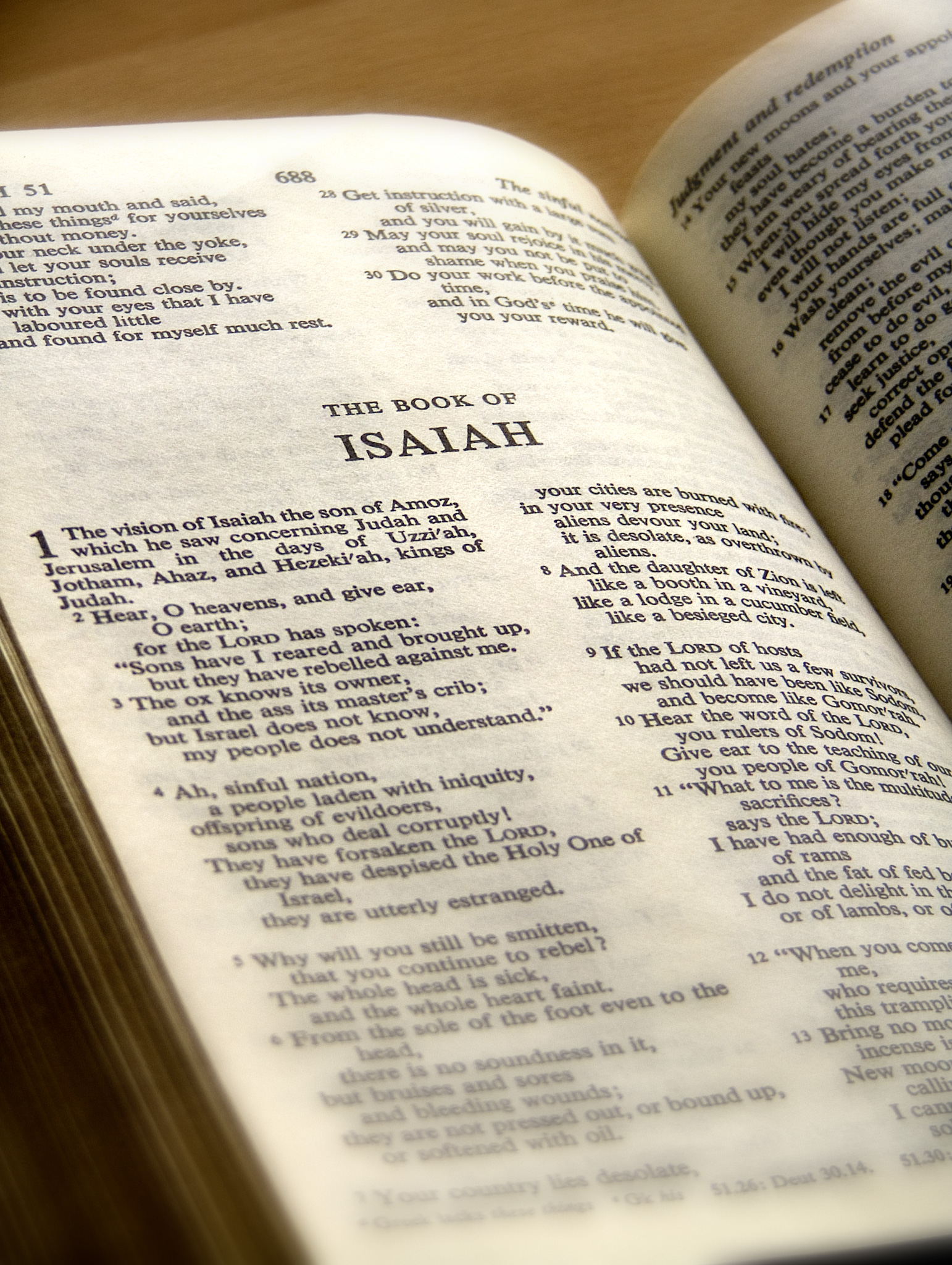
Llibre d'Isaïes en una bíblia anglesa

Saadia ben Yosef al-Fayumi (hebreu: סעדיה בן יוסף פיומי‎) (El Faium, juliol de 892 - Sura, 21 de maig de 942) Va ser un prominent rabí, filòsof i exegeta jueu del període dels gueonim. Saadia és conegut pels seus escrits sobre gramàtica hebrea, filosofia i halakhà (llei tradicional). El seu pensament és el primer intent sistemàtic d'integrar la teologia jueva amb components de la filosofia grega, combinació coneguda com a kalam jueu. Saadia va ser molt actiu en l'oposició al caraisme.
El nom Saadia, és pel que sembla l'equivalent hebreu del seu nom àrab, Saïd. En un acròstic de la introducció hebrea al seu primer treball, l'Agrón, ell es diu Said Ben Yosef, però més tard ell va signar com a Saadia. Gaon és un càrrec honorífic.
La seva educació fou dirigida per diversos rabins ortodoxes i pel caraïta Salmon ben-Jerucham. Vers l'any 928 fou cridat a Sora (Babilonia) per David ben Zakkay I, exarca o governador de la comunitat dels jueus d'aquella ciutat, el qual el nomenà gaó o director de l'escola talmúdica, càrrec que li donava, a més, la categoria de cap espiritual. Dotat d'un caràcter enèrgic i pur de costums, aviat s'enfrontà amb el mencionat David, per negar-se a signar una sentència en un plet de successió que Saadias considerava injusta. Excomunicat i desposseït del càrrec per David, es retirà a Bagdad el 933; però al cap d'alguns anys ambdós arribaren a un acord, i el 937 fou reposat en el seu càrrec de gaó, en el qual hi continuà fins a la seva mort, ocorreguda a Sora l'any 942.
L'obra més celebrada de Saadias és Kitab al-Amanat wal-l'tiḳadat, Sefer ha-emunoth o Emunoth ve-Deoth (Lleis de la fe i de la raó, o Llibre se les religions i dels dogmes), que va ser escrita el 934. consta de 10 parts, que tracten de l'existència del Creador, de la seva unitat, dels manaments, de l'obediència, del mèrit i del demèrit, de l'anima i de la mort, de la resurrecció, del Messies, de la vida futura i la moral practica. L'obra que és un continu ataca contra el cristianisme, és el primer intent de sistematització de la ideologia filosofo-religiosa del judaisme; fou escrita en àrab i traduïda dues vegades a l'hebreu; una d'aquestes traduccions, la més famosa, és la de Judà Ibn Tibon el 1186, i fou publicada per primera vegada a Constantinoble el 1562 (hi ha edicions d'Amsterdam, 1648 i 1670); l'altra és deguda al rabí Lleó ben Jeminis (Benseeb) (Berlín, 1789). hi ha edicions de Fische (Leipzig, 1859) i de Sluky (Varsòvia, 1864, i Cracòvia, 1880), i traducció alemanya de Fürst (Leipzig, 1845) i de Rh. Bloch (Múnic, 1879), que comprèn la introducció i la cosmologia. El text àrab fou publicat per Landauer (Leyden, 1880). una traducció dels dos capítols, Vom Gebot und Verbot, pot veure's en l'obra d'Engelkemper Die religionsphilosophische Lehre Saadja Gaons ueber die heiligen Schriften (Beitr.z.Philos, d. Mittelalt., IV, 4, Münster, 1903).
Saadias, a més, va compondre, una sèrie de polèmics tractats, desgraciadament perduts, i dels quals se'n sap que un anava dirigit contra el fundador del caraisme, Anan, i una altra contra Hisiathabalki, que havia atacat l'autenticitat del relat bíblic. Per contra, ens resten, fragments d'?Agron, diccionari hebreu que contenia una doble llista de termes, ordenats per les lletres inicials i finals, destinat a facilitar als poetes acròstics i rimes, i d'una altra obra titulada Galouy o el desterrat, espècie de justificació personal i doctrinal contra les inculpacions que li dirigiren els seus adversaris. Ambdós foren editats per Harkavy (Sant Petersburg, 1891).
Fou un notable comentarista i exegeta, que es proposà donar una versió àrab de la Bíblia, amb l'objecte de posar a l'abast del poble les veritats dels llibres sagrats i el precaucionava a la vegada contra els errors de la caraïtes i dels seus mateixos corre-legionaris. Vessà, a aquest efecte, el Pentateuc i els llibres d'Isaïes, Rut i Daniel, els Salms, els Proverbis, el Càntic dels Càntics i el Llibre de Job. La traducció del Pentateuc s'inserí en les Poliglotes de París i Londres; la del llibre d'Isaïes fou publicada per Derenbourg en la Zeits. f. Altestam. Wissenrchf. (1889 i 1890); la de Rut per Perity en Monasch. Des Judentums (1899); dels ?Salms, una col·lecció de 21 per Margalies (Breslau, 1884), i del 73 al 89 per Galliner (Berlín 1903), i la del llibre de Job, a Altona el 1889.
Saadias, va escriure i va acabar l'any 931, el Comentari del Sefer Yesira, o Llibre de la creació, que publicà Mayer-Lambert amb traducció francesa (París, 1891). El 1892, amb motiu del mil·lenari del naixement d'aquest escriptor, s'emprengué a París una edició de les seves Obres per J. I H. Darenbourg, Joel Müller, Lambert i d'altres.
Els mèrits de Saadias en la història de la cultura hebraica són extraordinaris. És el primer jueu que va escriure sobre matèries gramaticals; el Llibre de la llengua no s'ha pogut trobar, però les obres mencionades justifiquen plenament aquella denominació. Ensems fou un gran teòleg, filòleg i exegeta. Des de la seva joventut es mostrà tan enemic del racionalisme com de la superstició; fou l'adversari més formidable que va tenir el caraisme en el segle x, representat en al persona David ibn Merwan. Contra ell demostrà que la llei escrita implica la llei oral o tradició, l'autoritat de la qual aquella secta refusava. Enfront els filòsofs de la pura especulació Saadias va sostenir la perfecta harmonia entre la raó i les ensenyances bíbliques. Per a ell, la raó ensenya les mateixes veritats que la Revelació, però aquella, per proves i conceptes, tarda encara molt a arribar a les dites veritats, i la Religió ve en el seu auxili, anticipants se'ls hi. Admet, a més, Saadias algunes doctrines què, malgrat no estan gaire conformes amb la raó, tampoc s'oposen absolutament amb ella, com la resurrecció dels cossos. En canvi, refusa, certes creences que en la seva època s'havien introduït entre els seus compatriotes, com la metempsicosi. També nega l'existència de Satan o de l'àngel dolent. Afirma, per contra, la creació d'ex nihilo, producte de la sola voluntat divina, i la llibertat del lliure albir, que demostra fundant-se en els sentits, la raó, la Sagrada Escriptura i la tradició.
Les obres d'aquest autor també són molt útils per a conèixer l'estat de la filosofia en el seu temps entre els jueus.

## Textos de filosofia i religió
- Emunoth ve-Deoth (Kitab al-Amanat wal-l'tiḳadat):
- Tafsir Kitab al-Mabadi
- Siddur